# Stig Dagermansällskapet
Stig Dagermansällskapet bildades i maj 1987 med syftet att uppmärksamma Stig Dagermans författarskap. En av sällskapets målsättningar är att få ihop en komplett Dagermansamling, för att intresserade ska kunna fördjupa sig i Dagermans författarskap och den tid han levde i. Sällskapet hade omkring år 2005 250 medlemmar. Sällskapet delar sedan 1996 ut Stig Dagermanpriset. Sällskapet lades ned 2019.